# La Combe-de-Lancey
La Combe-de-Lancey è un comune francese di 722 abitanti situato nel dipartimento dell'Isère della regione dell'Alvernia-Rodano-Alpi.

## Società

### Evoluzione demografica
Abitanti censiti